# 10485 Sarahyeomans
10485 Sarahyeomans è un asteroide della fascia principale. Scoperto nel 1984, presenta un'orbita caratterizzata da un semiasse maggiore pari a 3,2557298 au e da un'eccentricità di 0,1421719, inclinata di 2,38653° rispetto all'eclittica.
L'asteroide è dedicato alla storica Sarah Katherine Yeomans.